# Араб Высочайшего двора

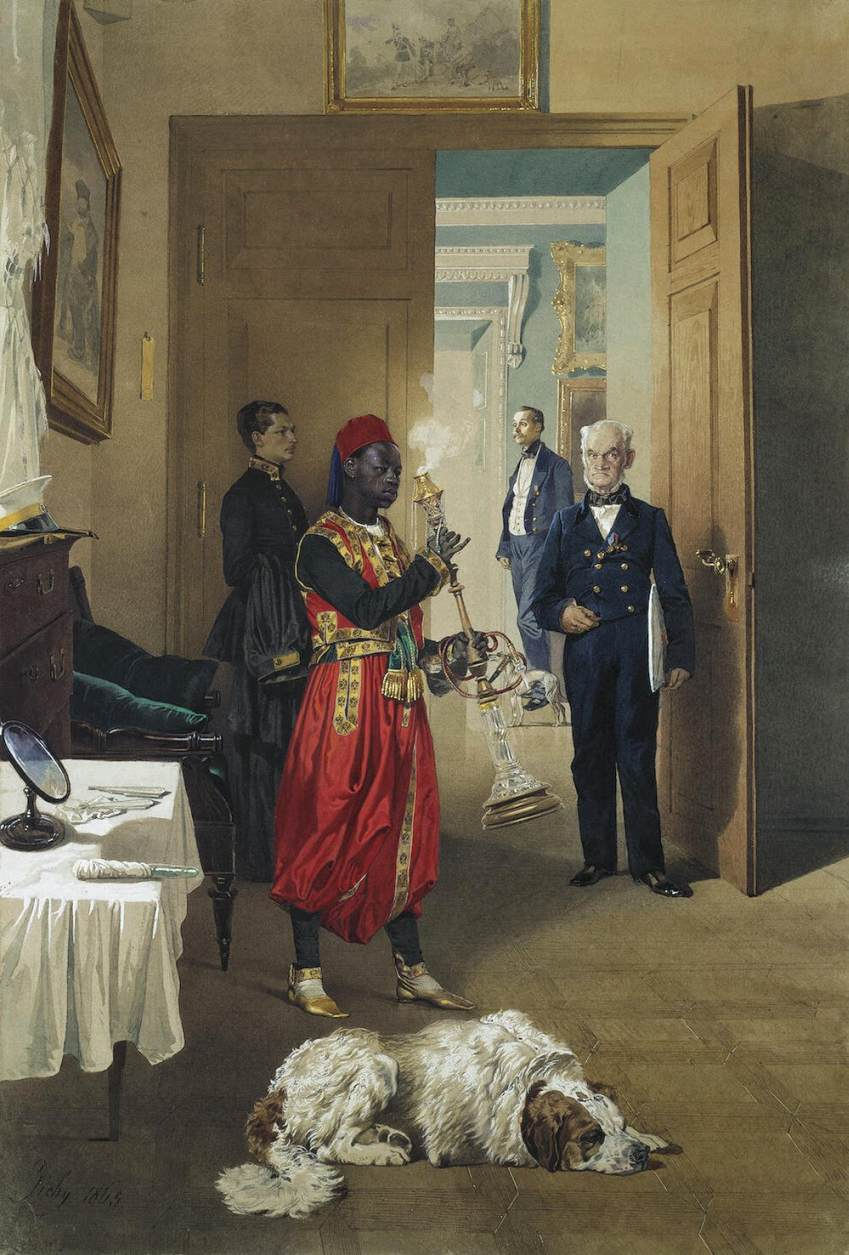
Передняя во дворце.
Зичи М. А. 1865 год

Ара́б Высочайшего двора (в дореформенном написании «арабъ Высочайшаго двора») — должность при дворе российского императора.
Первоначально должность именовалась как «арапъ Высочайшаго двора». Согласно словарю Даля, арап — это «по племени чернокожий, чернотелый человек жарких стран», а также должность при дворе (однако там же указано, что место арапа могли занимать и белые служители). С XIX века в документации двора вместо традиционного «арап» стало употребляться написание «араб».

## История
Впервые в России слуги-арапы появились при дворе матери царя Михаила Фёдоровича. В первой четверти XVIII века должность арапов была закреплена штатно. При Екатерине II на царской службе находилось десять арапов. В начале XIX века их число выросло до двадцати. В документах середины XIX — начала XX веков темнокожих слуг именовали «арабы Высочайшего двора». При Николае I число арапов уменьшилось до восьми.
Арапы относились к придворнослужителям «подвижного состава» и всегда следовали за двором. Во дворце они дежурили при дверях во внутренних залах. Они могли сопровождать гостей к кабинету императора. Дежурство несли по двое: «старший» и «младший араб».
Перед Рождеством арапы также закупали подарки, которые должны были быть помещены под рождественскую ёлку. Последнее, по словам хранителя коллекции костюма Государственного Эрмитажа Нины Тарасовой, символизировало подношение даров волхвами, один из которых (Бальтазар) пришёл из Африки.
Арапы считались привилегированной частью служителей двора. В начале XX века годовое жалованье старшего араба составляло 800 рублей, младшего — 600 рублей.

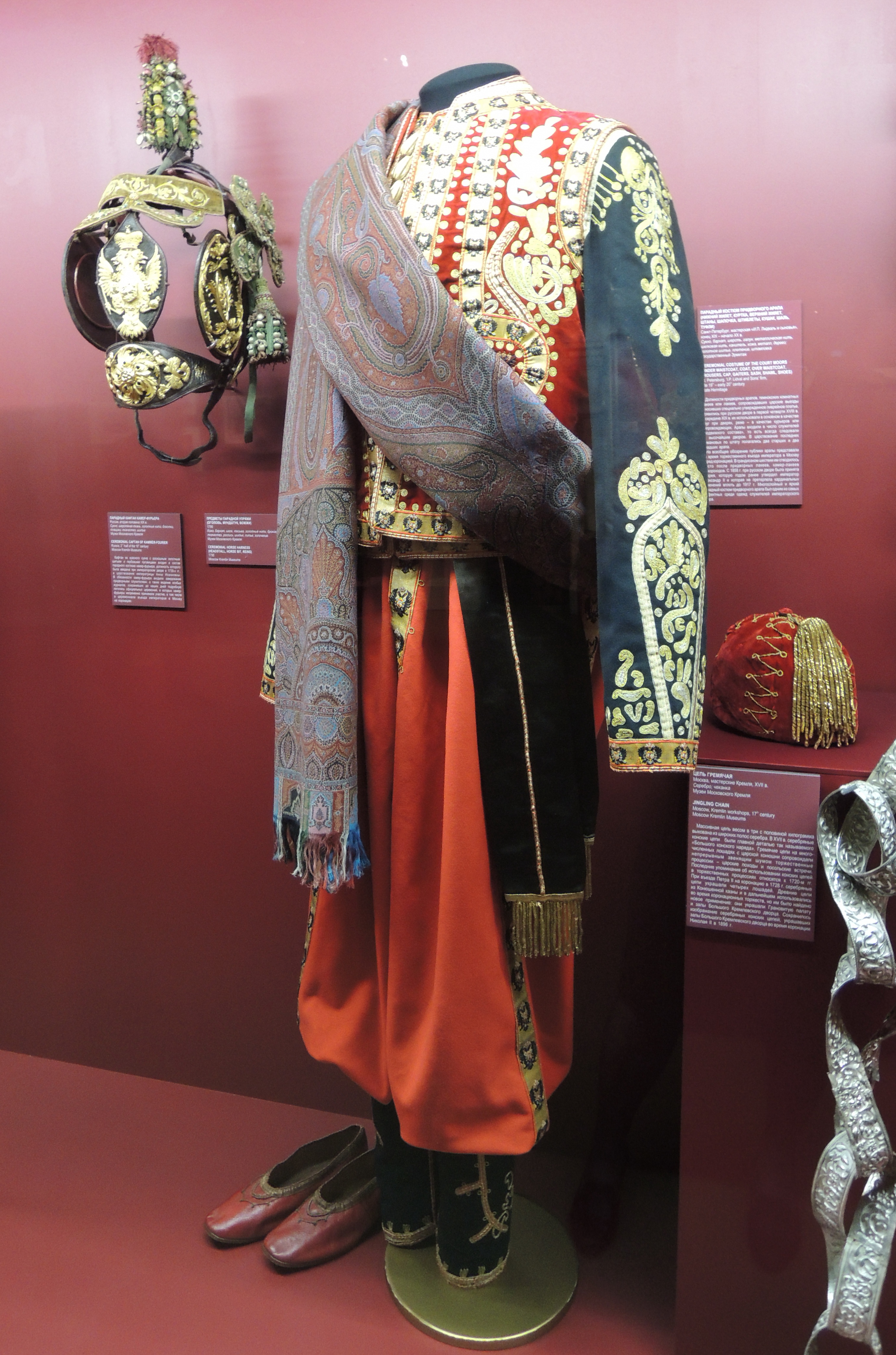
Парадный костюм придворного арапа (нижний жилет, куртка, верхний жилет, штаны, шапочка, штиблеты, кушак, шаль, туфли). СПб, мастерская «И. П. Лидваль и сыновья», к. XIX — нач. XX в. Государственный Эрмитаж

В 1857 году Александр II утвердил внешний вид форменной одежды придворнослужителей, который сохранился до начала XX века почти без изменений. Парадный костюм арапов состоял из 16 элементов, его стоимость в начале XX века составляла 500 рублей (для сравнения, обычный мужской костюм в Санкт-Петербурге стоил 6 рублей, а парадный мундир камер-фурьера и камер-казака стоили 408 и 418 рублей соответственно). Автором эскизов арапской формы был А. И. Шарлемань.
Многие арапы были выходцами из США. Один из американских арапов — Неро Принс — у себя на родине был в числе основателей местной масонской ложи и занимал пост великого мастера. Его жена, Нэнси Принс, вела во время пребывания в России дневник. Также на эту должность брали и детей придворных арапов, родившихся в России — в царствование Николая I на службу был взят некий арап Александр Алексеев. Для получения должности араба иностранные граждане должны были предоставить прошение на имя министра двора, метрическое свидетельство или формулярный список о службе, свидетельство об исполнении на родине воинской повинности, вид на жительство. Они также должны были исповедовать христианство.

## В искусстве
- В очерке писателя Е. П. Гребёнки «Петербургская сторона» рассказывается анекдотическая история бывшего истопника, который, несмотря на европейскую наружность, смог выхлопотать себе отставку в звании арапа (арапы, по его словам, получали вдвое большую пенсию)[14].
- Давид Самойлов написал поэму «Сон о Ганнибале», повествующую о жизни Ганнибала в Пернове в 30-х годах XVIII века.
- Михаил Казовский «Наследник Ломоносова», историческая повесть, 2011.
- Повесть «Царский куриоз» М. Е. Зуева-Ордынца.
- А. С. Пушкин (который, в свою очередь, являлся правнуком одного из «арапов») написал неоконченный роман «Арап Петра Великого», по мотивам данного произведения сняты фильмы:
  - «Сказ про то, как царь Пётр арапа женил», сюжет которого имеет мало отношения к исторической действительности. В роли Ганнибала — Владимир Высоцкий.
  - Баллада о Беринге и его друзьях — роль А. П. Ганнибала исполняет Эрменгельт Коновалов.

- Картина Михаила Зичи «Передняя во дворце», 1865 г. (на илл. 1), изображающая негра-раба с кальяном и других служащих дворца в Царском селе.